# 沃夫纳格
沃夫纳格（法語：Vauvenargues，法語發音：[vovnaʁg]）是法国罗讷河口省的一个市镇，位于该省东部，普罗旺斯地区艾克斯市区东北，属于普罗旺斯地区艾克斯区。

## 地理
沃夫纳格（43°33'19"N, 5°36'10"E）面积54.31 平方千米，位于法国普罗旺斯-阿尔卑斯-蓝色海岸大区罗讷河口省，该省份为法国东南部沿海省份，北起沃克吕兹省，西接加尔省，南濒地中海，东临瓦尔省。
与沃夫纳格接壤的市镇（或旧市镇、城区）包括：博尔克伊、茹克、梅拉尔格、普罗旺斯地区佩罗勒、皮卢比耶、拜翁河畔圣昂托南、圣马克-若姆加尔德、里扬斯。

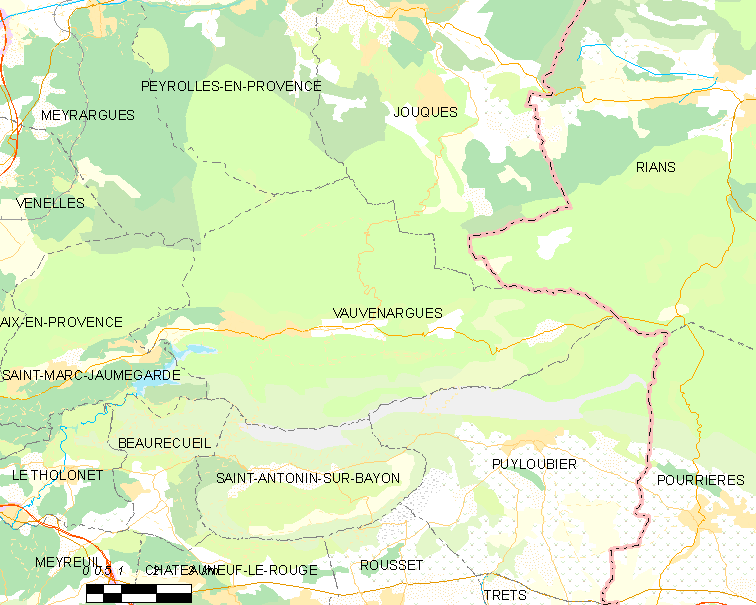
沃夫纳格的OSM定位图

沃夫纳格的时区为UTC+01:00、UTC+02:00（夏令时）。

## 行政
沃夫纳格的邮政编码为13126，INSEE市镇编码为13111。

## 政治
沃夫纳格所属的省级选区为特雷茨县。

## 人口

1962-2008年间沃夫纳格人口变化图示

沃夫纳格于2022年1月1日时的人口数量为1058人。